# نور الدين علي بن عبد الرحيم
نور الدين علي بن عبد الرحيم بن أحمد الكاتب الملكي المظفري بن المغيزل (توفي عام 1302) هو مؤرخ شامي من العصر المملوكي. عمله الرئيس هو ذيل مفرج الكروب في أخبار بني أيوب.
وكان علي من أهل حماة. جده لأمه، شرف الدين الأنصاري، الذي توفي عام 1264، استقر في المدينة وزوج بناته من عائلة المغيزل البارزة. تاريخ ميلاد علي غير معروف، لكنه كان قد بلغ سن الرشد في وقت مبكر من عهد السلطان بيبرس الأول (1260-1277). عمل كاتبًا في عهد السلطان قلاوون (1279-1290) قبل أن يصبح السكرتير الرئيس للأمير المظفر الثالث محمود في حماة عام 1284. ربما كان أحد طلاب المؤرخ ابن واصل. وهو الكاتب الذي أملى عليه ابن واصل كتابه "مفرج الكروب". يُعتقد أن نور الدين علي استولى بالتأكيد على المشروع التاريخي لابن واصل، والذي تخلى عنه الأخير عندما ذهب في سفارة إلى صقلية في عامي 1260-1261، بمباركة ابن واصل أو بدونها. هناك امتدادان - استمرار أو إضافات - لابن واصل، أحدهما من عمل علي بن عبد الرحيم والآخر قد يكون كذلك. تُوفي علي سنة 701هـ (1302م).
يغطي كتاب ذيل مفرج الكروب السنوات 660-695 هـ ، الموافق 1261/2-1295/6. والذيل أضيق نطاقًا وأقل استمرارا من المفرج. يتناول الكتاب في معظمه الأحداث التي جرت في حماة وما حولها، على الرغم من احتوائه على بعض المعلومات عن شؤون أخرى في الدولة المملوكية. يصف كتاب الذيل وفاة المنصور الثاني (1284) وكيف أصبح علي السكرتير الرئيس للمظفر بتفصيل كبير. ويحتوي على فجوات زمنية كبيرة بين الحلقات، والتي يسردها بالتفصيل. ويروي علي في كثير من الأحيان من حفظه أو مما قيل له. من الواضح أنه كان له بعض التعاملات المباشرة مع الفرنجة، مما جعله مصدرًا مفيدًا للفترة الأخيرة من الحروب الصليبية في الشام. وهو أيضًا شاهد عيان على الغزو المغولي للشام، حيث رافق بيبرس في حملته ضد المغول عام 1277. ويبدو أنه كان أيضًا شاهد عيان على حصار المرقب (1285). ومن بين المصادر الأخرى، يذكر قريبه نجم الدين الغفار ووزير حماة نجم الدين ابن التاج.